# Luc Étienne
Pour les articles homonymes, voir Périn.
Œuvres principales
- L'art du contrepet
- L'art de la charade à tiroir
- La méthode à Mimile – L'argot sans peine

Compléments
- ’Pataphysicien, nommé régent de la chaire d'astropétique, chef de travaux pratiques le 11 mai 1948
- Oulipien à partir de 1970[1]
- Comtesse du Canard enchaîné de 1957 à sa mort en 1984

Luc Étienne Périn dit Luc Étienne, né le 8 septembre 1908 à Neuflize et mort le 27 novembre 1984 à Reims, est un écrivain français.

## Origine
Ses premières compositions littéraires connues sont des bouts rimés vers 1933. Il effectue ses études au lycée Chanzy à Charleville dans les Ardennes.

## Pataphysique et contrepet
Professeur de mathématiques et physique au lycée Roosevelt à Reims en 1945, il publie  ses premières patapèteries en 1952 dans les Cahiers du Collège de ’Pataphysique dont il devient Régent d'Astropétique, Chef de Travaux Pratiques.
Il publie l'Art du Contrepet en 1957. Il tient au Canard enchaîné la rubrique Sur l'Album de la Comtesse où il restera jusqu'en 1984.
Professeur de mathématiques au lycée Clemenceau de Reims en 1958, il continue ses travaux ’pataphysiques, littéraires et musicaux. En 1970 il devient membre de l'Oulipo.
Il fut un témoignage de rayonnement et d'humour, rompu à tous les exercices littéraires : argot, palindromes, contrepet, bouts rimés, charades. Musicien il étendit sa palette aux expressions sonores comme les palindromes phonétiques ou les superpositions.

## Divers
On entend la voix de Luc Étienne dans une de ses créations sonores, Fredon improvisé à trois voix par superpositions sonores, mis en ligne sur le site de l'Ouvroir de radiophonie potentielle (Ourapo).[réf. nécessaire]